# Къща на улица „Гоце Делчев“ № 31
Къщата на улица „Гоце Делчев“ № 31 (на македонска литературна норма: Куќа на улица „Гоце Делчев“ бр. 31) е възрожденска къща в град Щип, Северна Македония. Къщата е обявена за значимо културно наследство на Северна Македония.

## Архитектура
Сградата е разположена улица „Гоце Делчев“ № 31 и има Г-образна форма. Изградена е от тухли. Състои се от приземие и един етаж. Около интересно разположените прозорци има профлации, а между тях – плитки пиластри. Двата етажа са свързани с тесни дървени стълби.